# Goyder River
Goyder River är ett vattendrag i Australien. Det ligger i territoriet Northern Territory, omkring 470 kilometer öster om territoriets huvudstad Darwin.
I omgivningarna runt Goyder River växer huvudsakligen savannskog. Trakten runt Goyder River är nära nog obefolkad, med mindre än två invånare per kvadratkilometer. Genomsnittlig årsnederbörd är 1 438 millimeter. Den regnigaste månaden är januari, med i genomsnitt 368 mm nederbörd, och den torraste är augusti, med 1 mm nederbörd.